# Nyctemera drucei
Nyctemera drucei là một loài bướm đêm thuộc phân họ Arctiinae, họ Erebidae.